# Sarcophaga moldavica
Sarcophaga moldavica är en tvåvingeart som beskrevs av Boris Borisovitsch Rohdendorf 1937. Sarcophaga moldavica ingår i släktet Sarcophaga och familjen köttflugor.
Artens utbredningsområde är Ukraina. Inga underarter finns listade i Catalogue of Life.